# Schloss Atzlricht

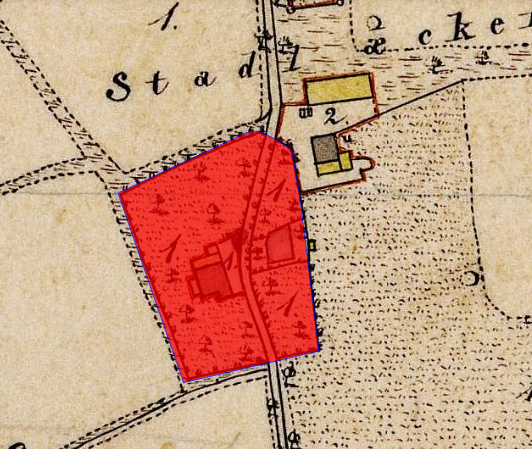
Lageplan von Schloss Atzlricht auf dem Urkataster von Bayern

Das Schloss Atzlricht ist ein abgegangenes Schloss im Gemeindeteil Atzlricht der oberpfälzischen Stadt Amberg von Bayern. Das als baufällig eingeschätzte Schloss wurde 1975 abgebrochen. „Archäologische Befunde des abgegangenen frühneuzeitlichen Hofmarkschlosses von Atzlricht“ werden als Bodendenkmal unter der Aktennummer D-3-6536-0135 geführt.

## Geschichte
Atzlricht war zuerst ein Beutellehen. Als erster Besitzer von Atzlricht wird um 1500 Paulus Schwetzel genannt. Auf ihn folgt 1525 der kurfürstliche Rat und Rentmeister Caspar Hönhammer, der auch das Schloss Gärbershof und das Schloss Spitz in Ammerthal innehatte. Nach seinem Tod († 1548) folgt seine Witwe Margaretha, eine geb. Schwarz; danach ist 1556 Caspar Berthold Hönhammer und 1558 Urban Höhnhammer von Gärbershof der Besitzer. Dann folgt 1608 dessen Schwager, Zacharias von Erckenbrechtshausen. 1605 werden hier Christoph Krazer und seine Schwester Anna Felizitas, die Ehefrau des Zacharias von Erckenbrechtshausen genannt. 1613 sind hier Dr. Walter Steinhauser vom Gärbershof, 1617 Johanneta Gräfin von Ortenburg und 1629 Andre Reitmor als Besitzer genannt.
Um 1660 gelangten Hofmark und Schloss Atzlricht an den späteren (ab 1680) Landrichter Franz Albrecht (Albert) von Gobel auf Hofgiebing (1630–1694). Er ließ 1664 die heute noch als Filialkirche bestehende kleine Wallfahrtskirche Maria Schnee als freistehende Schlosskapelle erbauen. Am 27. April 1702 wurde Schloss Atzlricht zu einem Landsassensitz erhoben. Ab 1715 war sein Sohn Christian Wilhelm (1663–1735) Landrichter zu Amberg; 1723 gab er der Kapelle die heutige Gestalt. Er starb ohne Nachkommen und 1748 war sein Neffe, der 1766 in den Freiherrnstand erhobene kurfürstliche Kämmerer Franz Christoph von Gobel (1718–1788), Besitzer des Landsassengutes. Dieser heiratete 1749 die Witwe des Hofmarksherrn von Ammerthal, Wilhelm von Merz († 1746), und nach ihm gelangte Atzlricht an den Sohn Anton Maria Josef Freiherr von Gobel auf Hofgiebing, geboren in Oberammerthal (oder Atzlricht) am 21. Oktober 1749.
Im 19. Jahrhundert wurde die Hofmark aufgelöst und die Gobel‘schen Güter am 30. Dezember 1823 versteigert. Das Schlossgebäude wurde 1975 wegen angeblicher Baufälligkeit abgerissen, heute steht an seiner Stelle ein Bauernhaus.

## Baulichkeit
Der abgegangene Schlossbau war ein zweigeschossiger Walmdachbau. Über dem Eingangsbereich befand sich das Wappen des Landrichters Franz Albert Gobel von Hofgiebing.